# 講座派
講座派（こうざは）とは、日本資本主義論争において労農派と対抗したマルクス主義者の一派。岩波書店から1930年代前半に出版された、『日本資本主義発達史講座』を執筆したグループが中心となったのでこう呼ばれる。

## 概要
明治政府下の日本の政治体制は絶対主義であり、また当時の社会経済体制の実態は半封建的地主制である、と捉え、天皇制を打倒するブルジョア民主主義革命が社会主義革命に強行的に転化する、とする「二段階革命論」を唱えた。これはコミンテルンの32年テーゼを擁護するものとなり、当時の日本共産党の基礎理論となった。

## 主な人物
- 野呂栄太郎
- 山田盛太郎
- 平野義太郎
- 服部之総
- 羽仁五郎
- 大塚金之助

## 影響
講座派は1936年のコム・アカデミー事件で一斉検挙されたために壊滅状態になり、日本資本主義論争も途絶えた。彼らの歴史観は農地審議会や中央農地委員会で委員、農地改革記録委員会で委員長を務めた山田盛太郎らを通して戦後の農地改革に影響を与えたとされる。しかし、農地改革はナチス・ドイツの世襲農場法も参考にしたように当時の農林大臣・松村謙三は反共政策として意図していたため、山田は農地改革によって起こった零細分散錯圃を「零細地片的私的所有」として否定し、集団化すべきとする大農主義を訴えた。また、丸山眞男、大塚久雄、大河内一男、川島武宜は講座派の理論から影響を受けた。